# 浜丘麻矢
浜丘 麻矢（はまおか まや、1983年5月16日 - ）は、日本の元女優。東京都出身。ビスケットエンターティメント、イイジマルーム、A.L.C.Atlantisに所属していた。

## 略歴・人物
少女時代は子役として『トイレの花子さん』シリーズなどの映画・ドラマ、『来来圏』などのバラエティ番組に出演し、チャイドルブームの一翼を担った。
『中学生日記』に志賀みどり役でレギュラー出演。
趣味はカメラ（写真）、映画鑑賞、ウェブサイト製作。特技はパステル画。
遊井亮子が2017年7月9日付のTwitterで、はしのえみが2017年7月10日付のブログで浜丘が結婚した事を報告していたが、2024年5月、一般社団法人映像コンテンツ権利処理機構において不明権利者とされている。

## 出演

### テレビドラマ
1992年
- 愛の劇場 結婚専科30（TBS）
- 十年愛（TBS）

1993年
- 都合のいい女（フジテレビ）
- 嘘つきは夫婦のはじまり（日本テレビ） - 榊香菜 役

1994年
- 君が見えない（フジテレビ）

1995年
- 裸の大将 第72話「少女と清の母恋し」（関西テレビ） - 立石千鶴 役 ※伊牟田麻矢名義
- 大河ドラマ 八代将軍 吉宗（NHK） - 花売り娘 役

1996年
- '96新春かくし芸大会『奥様はマジ』（1月1日、フジテレビ）
- みにくいアヒルの子（4月 - 6月、フジテレビ） - 片瀬優子 役
- 木曜の怪談『MMR』（9月5日、フジテレビ）
- はみだし刑事情熱系（10月23日、テレビ朝日） - 篠田由記 役

1997年
- 連続テレビ小説 あぐり（NHK） - 望月和子 役
- 金曜エンタテイメント ヒューマンドラマシリーズ1「乳房再建」（1月17日、フジテレビ）
- 木曜の怪談'97『妖怪新聞』（5月29日、フジテレビ）
- 金曜エンタテイメント 怖い女シリーズ 「ふたりのアリス」（8月15日、フジテレビ）
- ヒューマン時代劇スペシャル 赤ひげ（10月、テレビ朝日系） - おとよ 役

1998年
- なっちゃん家 第4話「なっちゃん家の物置」（10月24日、テレビ朝日）

1999年
- あぶない放課後 第6話（テレビ朝日） - 根本あみ 役
- 京都始末屋事件ファイル 第5話「木曜日の連続強奪事件!涙のアリバイ」（テレビ朝日） - 柿沼由美 役
- 賭事女王（フジテレビ） - 瑠璃 役

2001年
- 愛の劇場「ラブ&ファイト」（TBS・共同テレビ） - さやか 役
- 嫉妬の香り（テレビ朝日） - 梶悦子 役
- 女と愛とミステリー「刑法第三十九条 フラッシュ・バック」（2月、テレビ東京） - 天宮美和/矢作恭子 役
- プラトニック・セックス－娘の叫び! 親の涙…そして親子の闘いが始まる－（9月24日・28日、フジテレビ） - 千佳 役

2002年
- だめんず・うぉ〜か〜（日本テレビ） - 藤崎沙也香 役
- 金曜エンタテイメント「京都喰い道楽 古本屋探偵ミステリー」（12月6日、フジテレビ） - 竹内雅子 役

2003年
- ご近所探偵TOMOE（3月29日、WOWOW） - 巴田千恵 役

2005年
- 1リットルの涙（フジテレビ） - 藤村まどか 役
- 正しい恋愛のススメ（TBS） - 美穂の友人 役
- 京都地検の女 第2シリーズ File.07「逆ギレ殺人事件!!人差し指の傷が暴いた真相!!」（3月3日、テレビ朝日） - 竹内麻衣子 役

2006年
- ドクター小石の事件カルテ 第2作「検死」（フジテレビ） - 看護師 役
- 生物彗星WoO 第8回「わたしの居場所」（NHK） - アパート住人 役
- 水戸黄門 第36部 第3話「手抜き普請の悪退治・善光寺」（8月7日、TBS） - 千春 役
- みこん六姉妹（9月 - 11月、TBS・CBC） - 五女・五真子 役
- 土曜ワイド劇場 法医学教室の事件ファイル（10月7日、テレビ朝日） - 若林真弓 役

2007年
- 金曜プレステージ 悪魔が来りて笛を吹く（1月5日、フジテレビ） - お種 役
- 中学生日記（4月 - 2010年3月、NHK教育） - 志賀みどり 役
- 土曜ワイド劇場 京都花見小路殺人事件（4月7日、テレビ朝日） - いち香（青木かおり） 役
- 女刑事みずき〜京都洛西署物語〜 第2シリーズ File.06「殺人同窓会!まさか，あなたが…!?」（8月9日、テレビ朝日） - 榛名友子 役

2008年
- みこん六姉妹2（3月 - 5月、TBS・CBC） - 五女・五真子 役
- 新・科捜研の女 第4シリーズ 第6話「狙われたマリコ!忍び寄る爆弾魔の影!!」（5月29日、テレビ朝日） - 上条温子 役
- 夢をかなえるゾウ「女の幸せ篇」（12月4日、日本テレビ） - チョコたん 役

2009年
- 水戸黄門 第39部 第16話「母と名乗れぬ過去悲し・臼杵」（2月9日、TBS） - たえ 役
- 交渉人〜THE NEGOTIATOR〜 第5話（11月19日、テレビ朝日） - 坂田看護師 役
- 相棒 シーズン8 第8話（12月9日、テレビ朝日） - 佐藤由紀 役

2010年
- 水曜シアター9 雪冤（9月29日、テレビ東京） - 沢井恵美 役
- 嬢王3 〜Special Edition〜 第5話・6話（11月5日・12日、テレビ東京） - かのん 役

2011年
- アイシテル〜絆〜（9月21日、日本テレビ）
- ここが噂のエル・パラシオ（10月、テレビ東京） - 漆原みどり 役

2012年
- 37歳で医者になった僕〜研修医純情物語〜 第11話（6月19日、フジテレビ）
- 新・ミナミの帝王 第6話（3月、関西テレビ）

2013年
- 霧氷〜イソベン・里村タマミの事件簿〜（10月21日、TBS） - 八尋由花 役

2015年
- ワカコ酒 第6話・第11話（2月12日・3月19日、BSジャパン） - 美樹 役

### バラエティ
- 個人情報バラエティ来来圏（1997年4月 - 1998年3月、フジテレビ） - レギュラー出演

### CM
- 1994年：エステー化学（現 エステー）「ムシューダ」
- 1996年：日産自動車「シーマ」

### ラジオドラマ
- 死神の精度（2006年、NHK-FM） - 吉川朝美 役

### 映画
- トイレの花子さん（1995年、松竹） - 宮崎由紀 役
- 新生 トイレの花子さん（1998年、東映） - 沢口香苗 役
- コキーユ（1999年、松竹）
- クロスファイア（2000年、東宝） - 多田雪江 役
- けの汁（2011年、つがる市フィルムコミッション）

### 舞台
- 2008年：夕（東京セレソンDX、6/18 - 7/13：東京・シアターサンモール、7/19 - 27：大阪・そごう劇場） - 三上波 役
- 2013年：激動-GEKIDO（ドリームプラス、8/23－9/2：東京・新国立劇場中劇場）

### CD
- 1997年：WAKE UP GIRLS!

### 写真集
- 1998年：うそつき
- 1998年：放課後の天使たち

### その他
- 1996年：どうしようもない僕に天使が降りてきた（槇原敬之）PV